# NN-103
La carretera NN‑103 es una vía colectora secundaria ubicada en el municipio de Camoapa, en el departamento de Boaco. Esta ruta facilita la conexión de comunidades rurales como La Reforma con el centro urbano, mejorando el acceso a servicios municipales.

## Trazado y cruces
| km   | Localidad / Punto   | Departamento | Conexión / Ruta |
| ---- | ------------------- | ------------ | --------------- |
| 0,0  | La Reforma          | Boaco        | Camino rural    |
| 7,0  | Comunidad San Ramón | Boaco        |                 |
| 13,9 | Camoapa             | Boaco        | NIC 17 , NN 102 |

## Coordenadas
Uno de los tramos de la NN‑103 puede ser encontrado en las coordenadas: 12°22′35″N 85°30′21″O / 12.3765, -85.5057